# Las Mercedes (Bezirk)
Der Bezirk Las Mercedes ist einer der 15 Bezirke des Bundesstaats Guárico in Venezuela. Der Verwaltungssitz ist Las Mercedes del Llano. Die Fläche beträgt 7691 km². Die Einwohnerzahl beträgt (2010-Schätzungen) etwa 31.825 Einwohner. Der Bezirk (Municipio) setzt sich aus 3 parroquias zusammen: Cabruta, Santa Rita de Manapire und Las Mercedes.
Seit 2006 wird an der Puente Mercosur, einer Brücke zwischen Cabruta, im Bezirk, am nördlichen Ufer des Orinoco und Caicara del Orinoco, im Bundesstaat Bolívar, gebaut.

## Politik
Der Bürgermeister ist Raúl Carballo, von PPT.

## Sehenswürdigkeiten
- Der Nationalpark Aguaro-Guariquito
- Der Orinoco